# Rijstervaart
De Rijstervaart (Fries en officieel: Ryster Feart) is een kanaal in de provincie Friesland.

## Beschrijving
De Rijstervaart werd in de 17e eeuw gegraven op initiatief van de familie Thoe Schwartzenberg en Hohenlansberg en werd daarom ook wel de Schwartzenbergsloot genoemd. De vaart begint in Rijs en loopt in noordelijke richting. Het heeft een verbinding met de Spookhoekstervaart (Spoekhoekster Feart) en De Rien. Het kanaal loopt voor een deel evenwijdig aan de N359 en mondt uit het meer Oud-Karre. Een deel van de gemeentegrens van Súdwest-Fryslân en De Friese Meren loopt door het kanaal. Het kanaal maakt deel uit van de route van de Elfstedentocht.

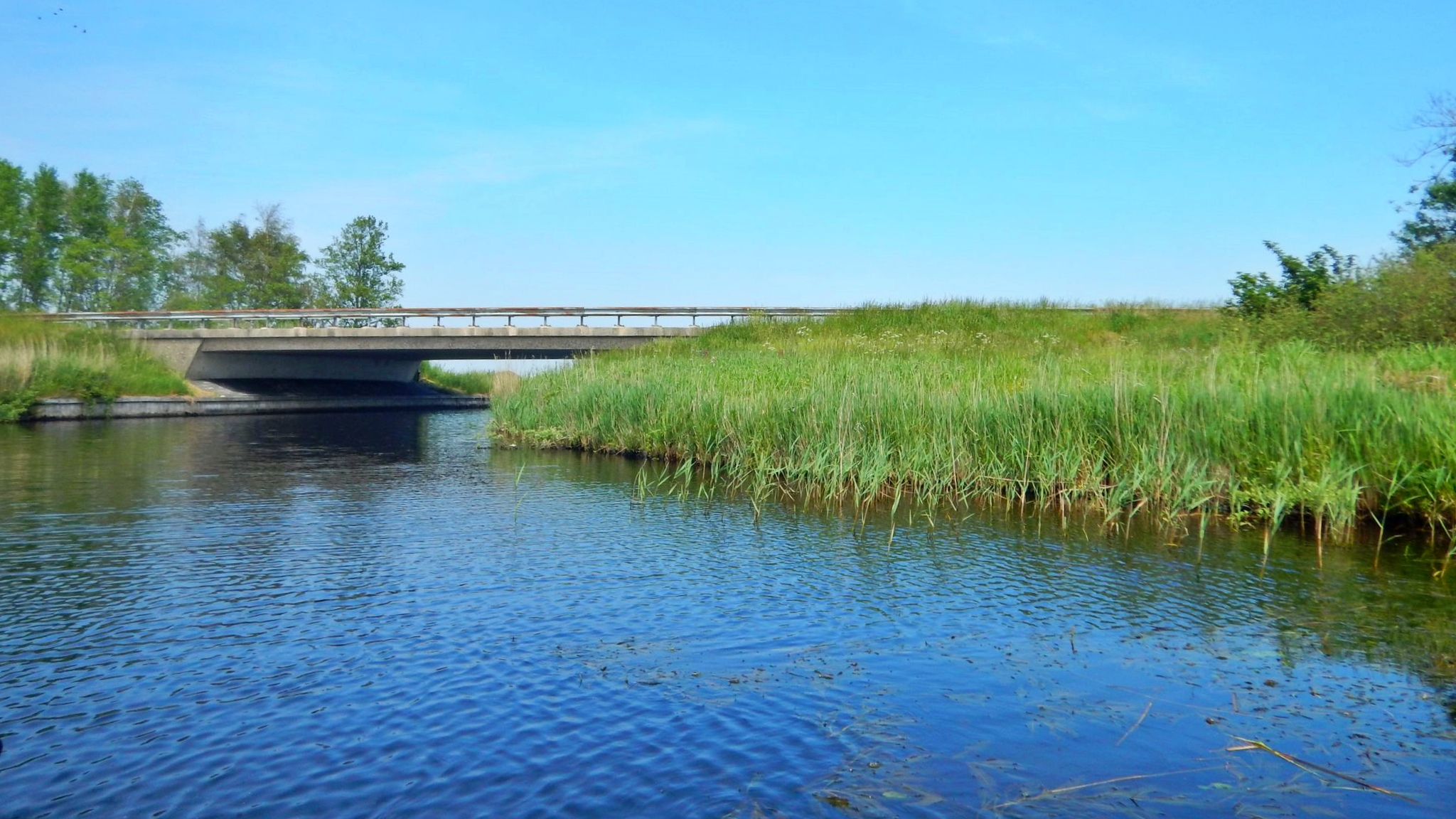
De Rijstervaart onder de brug in de N359, vanaf de Spookhoekstervaart

Zwette · Stadsgracht (Sneek) · Geeuw · Wijddraai · Wijde Wijmerts · Nauwe Wijmerts · Noorder Ee · Ee (Woudsend) · Slotermeer · Slotergat · Slotermeer · Luts · Van Swinderenvaart · Spookhoekstervaart · Rijstervaart · Oud-Karre · Johan Frisokanaal · Morra · Johan Frisokanaal · Noorderdijkvaart · Het Wijd · De Gronzen · Indijk · Zijlroede (Hindeloopen) · Oude Oostervaart · Dijkvaart · Horsa · Burevaart · Diepe Dolte · Workumertrekvaart · Het Kruiswater · Stadsgracht (Bolsward) · Witmarsumervaart · Harlingervaart · Bolswardervaart · Zuidoostersingel · Noordoostersingel · Noordergracht (Harlingen) · Van Harinxmakanaal · Sexbierumervaart · Noordergracht (Franeker) · Dongjumervaart · Ried · Berlikumerwijd · Moddergat · Wierzijlsterrak · Blikvaart · Zuidhoekstervaart · Ouwe Rij · Leistervaart · Finkumervaart · Dokkumer Ee · Het Kleindiep · Dokkumer Ee · Oudkerkstervaart · Murk · Ouddeel · Bonkevaart (finish)